# 洲本市立洲本第二小学校
洲本市立洲本第二小学校（すもとしりつ すもとだいにしょうがっこう）は、兵庫県洲本市山手二丁目にある公立小学校。略称は「洲二小」（すにしょう）、「第二」（だいに）。淡路島で最も古い歴史のある小学校である。

## 沿革
- 1873年（明治6年）5月22日 - 第十二大区一番小学校として創立。（場所は現校地の東側の日本たばこ産業洲本営業所付近）
- 1873年（明治6年）6月13日 - 日進小学校に改称。
- 1913年（大正2年）4月1日 - 洲本町立洲本第二尋常小学校に改称。
- 1920年（大正9年）4月1日 - 洲本町立洲本第二高等尋常小学校に改称。
- 1936年（昭和11年）9月14日 - 船場町（現在の洲本市役所の位置）に新築移転
- 1941年（昭和16年）4月1日 - 洲本第二国民学校に改称
- 1945年（昭和20年）7月21日 - 軍隊宿泊中に失火し校舎の半分を消失
- 1947年（昭和22年）4月1日 - 洲本市立洲本第二小学校に改称
- 1964年（昭和39年）8月10日 - 兵庫県立洲本実業高等学校跡（現在地）に移転。　鉄筋3階校舎竣工（12教室）
- 1982年（昭和57年）3月25日 - 講堂を取り壊し、特別教室（3階建て、理科室・家庭室・音楽室）に改築竣工
- 1988年（昭和63年）3月27日 - 校舎増改築・食堂竣工（淡路高等女学校・洲本実業高等学校時代の校舎が姿を消す）、中運動場が中庭化。校舎と運動場を結ぶ歩道橋「なかよし橋」設置。
- 1996年（平成8年）4月1日 - 洲本市立洲本幼稚園が校地に移転する。

## 校区
- 内町地区（海岸通一丁目・二丁目、本町一丁目 - 四丁目、栄町一丁目・二丁目、山手一丁目・二丁目、港）、塩屋一丁目、外町地区のうち山手三丁目1番から4番まで、本町五丁目・六丁目、本町七丁目・栄町三丁目のうち塩屋筋に面した家、津田、小路谷[1]
  - 住居表示実施前の町名で校区が決まっているため現在の町名で表すと複雑になる。

## 校歌
- 作詞: 西田光城
- 作曲: 新家芳平

1番から3番まであり、1番は三熊山の桜（春）、2番は白砂青松の夏（大浜海岸）、3番は冬（城山おろし）を歌っている。

## 主な卒業生
- 岩野泡鳴（文学者）
- 大地真央（女優）
- 北原雅紀（漫画原作者）
- 堀内優美（タレント）
- 松本正義（関西経済連合会会長）

## その他
現校地は、かつて兵庫県立洲本中学校・同淡路高等女学校（現・兵庫県立洲本高等学校）、兵庫県立洲本実業高等学校の校地であったため、小学校にしては敷地面積が広い。1988年の校舎増改築前は低学年（1-3年生）が校舎側の中運動場、高学年（4-6年）は道路を渡った外運動場を使用していた。現在は校舎増改築時に中運動場寄りに校舎が建てられたため中庭化されている。旧校舎跡地に洲本幼稚園が移転している。かつては淡路島まつり開催中は運動場は駐車場として無料開放されていた。近年は市街地に自動車を進入させない施策をとっているため開放していない。

## 通学区域が隣接している学校
- 洲本市立洲本第一小学校
- 洲本市立洲本第三小学校
- 洲本市立由良小学校